# Heliothelinae
A Heliothelinae a valódi lepkék közül a fényiloncafélék (Pyralidae) családjának egyik alcsaládja. Korábban a fűgyökérrágó lepkék (Crambidae) családjába sorolták, őket, amíg az egész taxont be nem olvasztották a fényiloncafélék közé. Egyes rendszerekben, nem különítik el önálló taxonként; fajait a Scopariinae alcsaládba sorolják be.

## Származásuk, elterjedésük
A fajok többsége trópusi, illetve szubtrópusi. Magyarországon egy fajuk fordul elő:
kormosmoly (Heliothela, Guénée, 1854)
- fényes kormosmoly (Heliothela wulfeniana, H. atralis Scopoli, 1763) — Magyarországon többhelyütt előfordul (Fazekas, 2001; Buschmann, 2004; Pastorális, 2011; Pastorális & Szeőke, 2011);